# Villán de Tordesillas
Villán de Tordesillas es un municipio y localidad española de la provincia de Valladolid, en la comunidad autónoma de Castilla y León. El término municipal tiene una población de 122 habitantes (INE 2024).

## Geografía
El municipio tiene una superficie de 12,30 km².

## Historia
Así se describe a Villán de Tordesillas en la página 194 del tomo XVI del Diccionario geográfico-estadístico-histórico de España y sus posesiones de Ultramar, obra impulsada por Pascual Madoz a mediados del siglo XIX:

VILLAN

Lugar con ayuntamiento en la provincia, audiencia territorial, capitanía general y diócesis de Valladolid (4 leguas), partido judicial de La Mota del Marqués (4).
Situado en un hondo valle con poca ventilación; su clima es propenso a fiebres intermitentes y afecciones al pecho.
Tiene 50 casas; escuela de instrucción primaria, común a ambos sexos, sin más dotación que la convenida con los padres de los discípulos; una iglesia parroquial (San Miguel), servida por un cura y un sacristán.
Confina el término con los de Robladillo, Velliza, Geria y El Pedroso.
El terreno, como de valle, en su mayor parte es de buena calidad; le baña un arroyo que baja de Robladillo.
Caminos: los que dirigen a los pueblos limítrofes, pesados  y de mucho barro en tiempos lluviosos.
Correo: se recibe y despacha en Tordesillas.
Producciones: cereales, legumbres, vino y zumaque.
Industria: la agrícola y la panadería, a la que se dedican muchos vecinos.
Población: 47 vecinos, 218 almas.

Capital productivo: 807.510 reales. Imponible: 126.120.
()

## Demografía
Cuenta con una población de 122 habitantes (INE 2024).
| Gráfica de evolución demográfica de Villán de Tordesillas entre 1842 y 2021                                           |
| |
| Población de derecho según los censos de población del INE. Población de hecho según los censos de población del INE. |

| 175                        | 189 | 185 | 176 | 132 | 128 |
| (Fuente: [cita requerida]) |     |     |     |     |     |

## Patrimonio

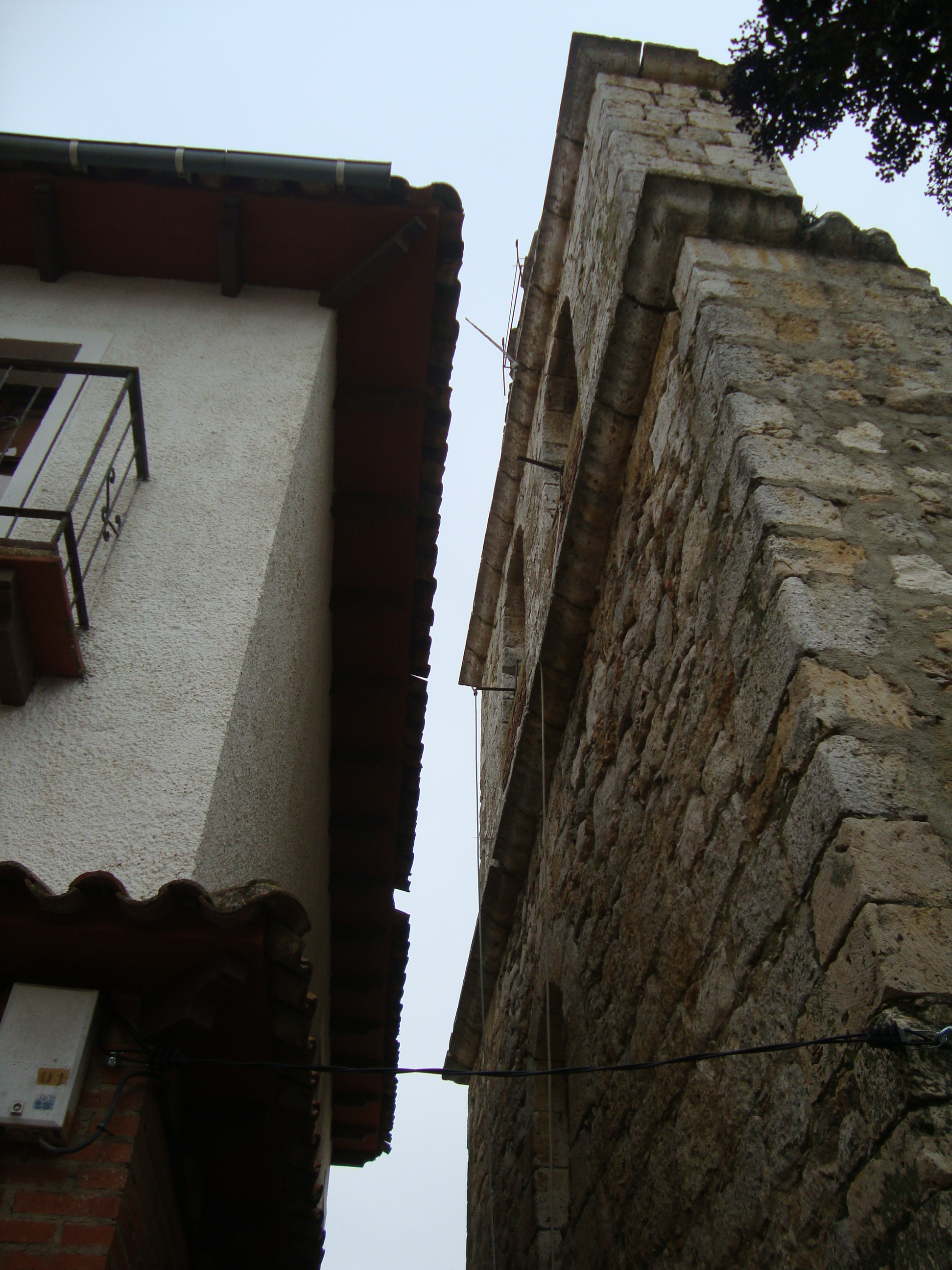
Espadaña de la iglesia parroquial de San Miguel Arcángel, reconstruida en época reciente, conserva su campanario de sillería, llamativamente cercano a la casa inmediata.

En la localidad hay una iglesia bajo la advocación de San Miguel.

## Fiestas
Como fiesta más importante destaca la fiesta en honor de san Urbán, celebrada el 25 de mayo.